# 宮原幸一郎
宮原 幸一郎（みやはら こういちろう、1957年（昭和32年）3月10日 - ）は、日本の実業家。株式会社日本取引所グループ（JPX）取締役兼代表執行役グループCo-COO、株式会社東京証券取引所代表取締役社長を務めた。現在、日本取引所グループのデジタル戦略やデータサービス事業・ネットワーク事業などの戦略的な事業展開を推進するために設立されたJPX総研の代表取締役社長。2025年3月に退任。阪急阪神ホールディングス株式会社 社外取締役・株式会社宝塚歌劇団 取締役会議長に就任。

## 経歴
1957年、東京都生まれ。1979年、慶應義塾大学法学部卒業、電源開発株式会社入社。
1988年、証券会員制法人東京証券取引所入所。2002年、株式会社東京証券取引所総務部長。2004年、同情報サービス部長。2005年、株式会社ICJ代表取締役社長。
2007年、東京証券取引所自主規制法人（現・日本取引所自主規制法人）常任理事。2009年、株式会社東京証券取引所グループ常務執行役。2013年、株式会社日本取引所グループ常務執行役・株式会社東京証券取引所常務執行役員。2014年、株式会社日本取引所グループ専務執行役。2015年、 株式会社日本取引所グループ取締役・株式会社東京証券取引所代表取締役社長。
2020年11月、売買システムの機器故障により東証が終日売買停止となった責任を取り、株式会社日本取引所グループ取締役・代表執行役グループCo-COO・株式会社東京証券取引所代表取締役社長を退任する。2021年東証システムサービス社長。
2022年、日本取引所グループの戦略的な事業展開を推進するために、グループのデータ・デジタル事業を集約して設立された株式会社JPX総研の代表取締役社長に就任。あわせて日本取引所グループの執行役に復帰した。
2025年、株式会社JPX総研の代表取締役社長を退任。退任後、阪急阪神ホールディングス株式会社社外取締役と株式会社宝塚歌劇団取締役会議長に就任。